# Zum Kirschberg 2, 3

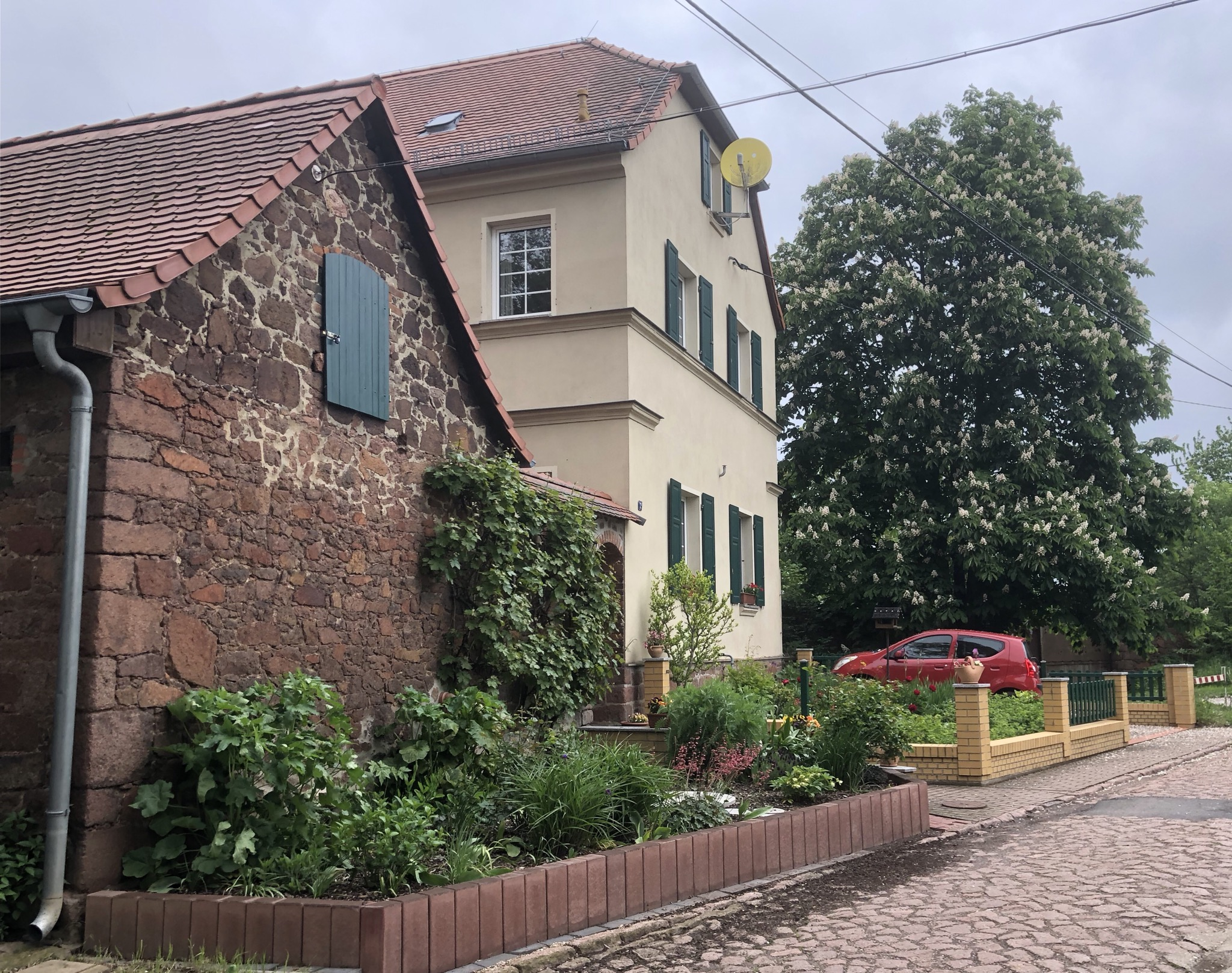
Zum Kirschberg 2

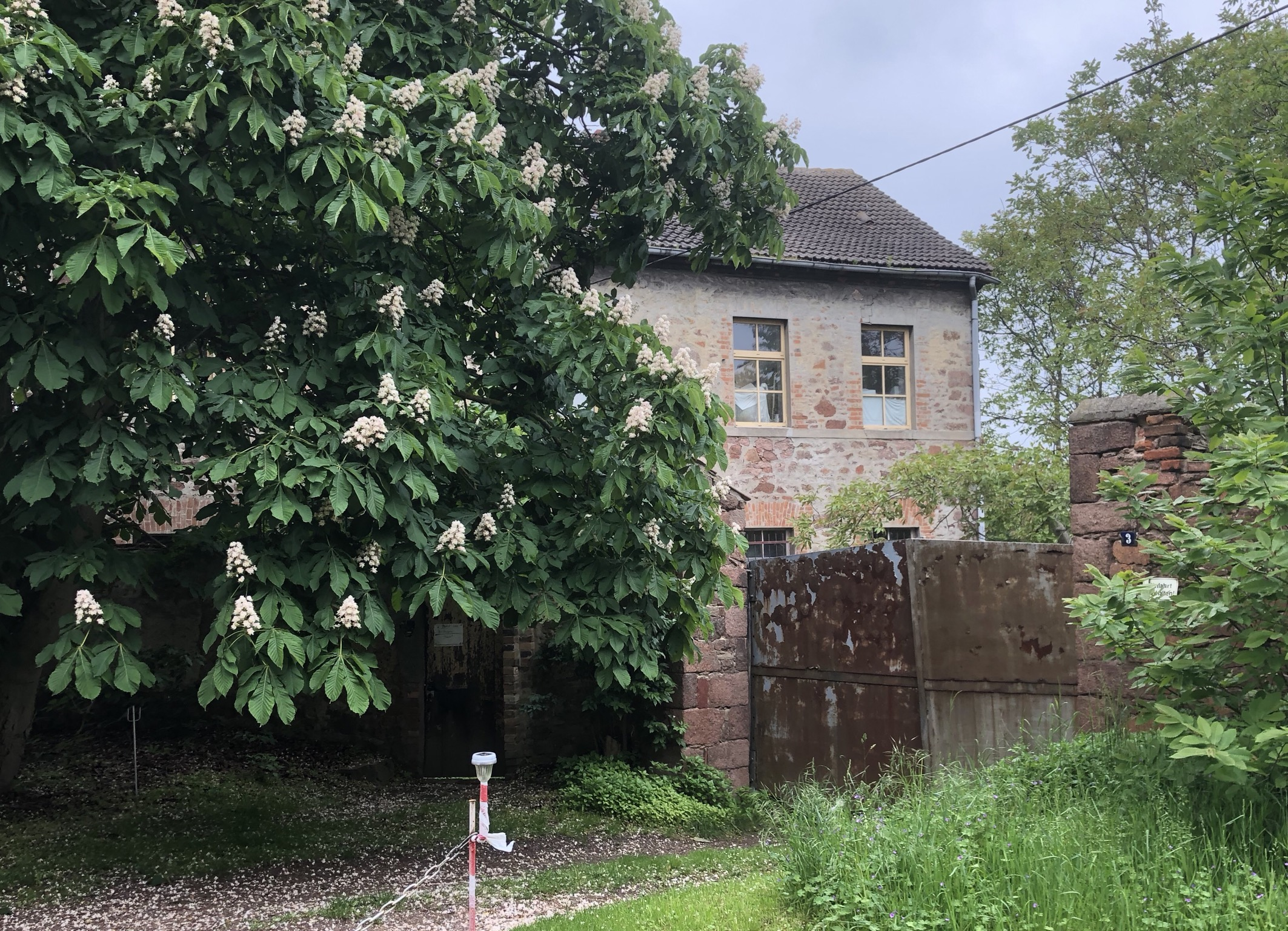
Zum Kirschberg 3

Zum Kirschberg 2, 3 ist eine denkmalgeschützte Häusergruppe im zur Gemeinde Petersberg gehörenden Dorf Sylbitz in Sachsen-Anhalt.
Sie befindet sich am östlichen Ortsrand von Sylbitz auf der Westseite der Straße Zum Kirschberg. Südwestlich liegt die Chorturmkirche Sylbitz. Die Häusergruppe bildet mit dieser ein Ensemble, bestehend aus Pfarrhaus und ehemaliger Schule. 
Im örtlichen Denkmalverzeichnis ist die Häusergruppe unter der Erfassungsnummer 094 55507 als Denkmalbereich verzeichnet. Zumindest noch um 1997 bestand abweichend von der heutigen Adresse die Adressierung Am Kirschberg 2, 3.